# Maronering

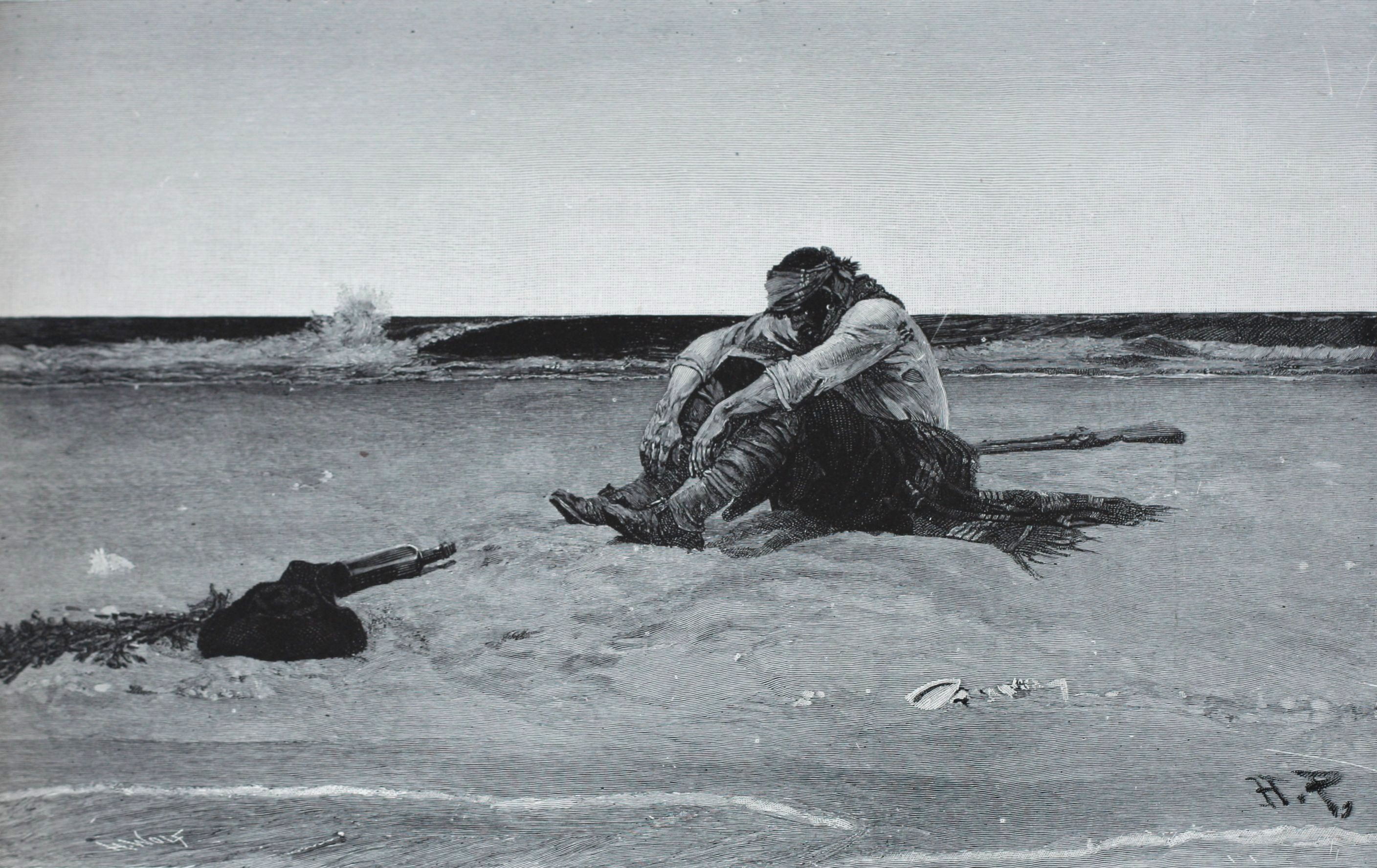
Howard Pyles illustration av en maronerad pirat.

Maronering var en vanlig bestraffning under sjöröveriets guldålder (ca 1650-1730). Den innebar att den dödsdömde strandsattes på en helt öde ö, ofta med en pistol laddad med en enda kula.
Maronering är en vanlig symbol för sjöröveri, och den har en nästan lika temarelaterande form som att Gå på plankan. Många sjömän blev maronerade, speciellt i den karibiska övärlden, där pirater förekom överallt under 1600-1700-talen. En av de mest kända maronerade piratkaptenerna var sjörövaren Edward England.